# British Aircraft Double Eagle
Die British Aircraft Double Eagle, auch als B.A. 4 Double Eagle bezeichnet, war ein Leichtflugzeug des britischen Herstellers British Aircraft Manufacturing und der vierte vom Unternehmen gebaute Flugzeugtyp. Bei der Double Eagle handelt es sich um die einzige zweimotorige Maschine des Herstellers. Es wurden nur drei Stück gebaut.

## Geschichte
Klemm hatte mit der 1927 herausgebrachten Klemm Kl 25 ein leichtes Sportflugzeug entwickelt, das sich auch auf ausländischen Märkten gut verkaufte. Da das Flugzeug auch im Vereinigten Königreich zahlreiche Kunden fand, beschloss der für Großbritannien zuständige Händler Major E. F. Stephen den Aufbau eines Unternehmens zur Lizenzfertigung dieses Typs. Die British Klemm Aeroplane Company entwickelte aus der Klemm Kl 25 die British Klemm Swallow. Erste Eigenkonstruktion des Unternehmens war die von G. Handasyde entwickelte British Klemm Eagle. Das der Klemm Kl 32 ähnliche, allerdings mit einem Einziehfahrwerk ausgerüstete Flugzeug hatte seinen Erstflug zu Beginn des Jahres 1934. Das Flugzeug zielte vor allem auf den Markt der Sport- und Rekordflugzeuge. Da sich die Eagle durchaus gut verkaufte, beschloss die mittlerweile in British Aircraft Manufacturing umbenannte Firma weitere Versionen für den Reise- und Trainingsflugzeugmarkt zu entwickeln. Mit der Double Eagle zielte die Firma auf dem Markt der größeren Reise- und Rekordflugzeuge, während die kleinere und leichtere Cupid vorrangig für den Trainingsflugzeugmarkt entwickelt wurde. Um bei den zur damaligen Zeit sehr populären Luftrennen konkurrenzfähig zu sein, legte man die Maschine als zweimotoriges Flugzeug mit einziehbarem Fahrwerk aus. Mit einer Kapazität von fünf Fluggästen war die Double Eagle nur geringfügig kleiner als die 1934 erschienene Airspeed AS.6 Envoy und wäre unter den damaligen Rahmenbedingungen durchaus als kleineres Verkehrsflugzeug einsetzbar gewesen.

## Konstruktion
Die Double Eagle war wie alle von British Aircraft Manufacturing gebauten Flugzeuge eine Holzkonstruktion. Das Flugzeug war als freitragender Tiefdecker ausgelegt. Das Hauptfahrwerk war einziehbar und fuhr nach hinten in die Verkleidung der Triebwerke ein. Als Motor kam ein de Havilland Gipsy Major mit einer Leistung von 130 PS (ca. 97 kW) zum Einsatz, ein Reihenmotor mit hängenden Zylindern. Die Kabine konnte neben dem Flugzeugführer fünf Passagiere aufnehmen.

## Einsatz
Der Erstflug fand 1936 statt. Die erste gebaute Maschine, G-AEIN, nahm unter Tommy Rose im gleichen Jahr am Schlesinger Race von Portsmouth nach Johannesburg. statt. In Kairo wurde das Flugzeug jedoch schwer beschädigt, als die Mechanik zum Einfahren des Fahrwerkes versagte und musste das Rennen aufgeben. Die zweite Maschine war mit zwei Triebwerken vom Typ de Havilland Gipsy Six mit einer Leistung von ca. 200 PS (ca. 147 kW) ausgerüstet. Das Flugzeug wurde 1941 von der Royal Air Force eingezogen und kam als Trainingsflugzeug zum Einsatz. Die dritte Maschine wurde nach Südafrika verkauft und kam dort 1940 zur südafrikanischen Luftwaffe. Keine der gebauten Maschinen ist erhalten geblieben.

## Technische Daten
| Kenngröße             | Daten                                                                                  |
| --------------------- | -------------------------------------------------------------------------------------- |
| Besatzung             | 1                                                                                      |
| Passagiere            | 5                                                                                      |
| Länge                 | 9,1 m                                                                                  |
| Spannweite            | 12,5 m                                                                                 |
| Leermasse             | 907 kg                                                                                 |
| max. Startmasse       | 1588 kg                                                                                |
| Höchstgeschwindigkeit | 265 km/h                                                                               |
| Reisegeschwindigkeit  | 232 km/h                                                                               |
| Triebwerke            | 2 × de Havilland Gipsy Major, hängender luftgekühlter Vierzylinder-Reihenmotor, 130 PS |